# Weingarten (Misuri)
Weingarten es un lugar designado por el censo ubicado en el condado de Ste. Genevieve en el estado estadounidense de Misuri. En el Censo de 2010 tenía una población de 133 habitantes y una densidad poblacional de 48,91 personas por km².

## Geografía
Weingarten se encuentra ubicado en las coordenadas 37°53′22″N 90°13′2″O / 37.88944, -90.21722. Según la Oficina del Censo de los Estados Unidos, Weingarten tiene una superficie total de 2.72 km², de la cual 2.72 km² corresponden a tierra firme y (0%) 0 km² es agua.

## Demografía
Según el censo de 2010, había 133 personas residiendo en Weingarten. La densidad de población era de 48,91 hab./km². De los 133 habitantes, Weingarten estaba compuesto por el 100% blancos, el 0% eran afroamericanos, el 0% eran amerindios, el 0% eran asiáticos, el 0% eran isleños del Pacífico, el 0% eran de otras razas y el 0% pertenecían a dos o más razas. Del total de la población el 0% eran hispanos o latinos de cualquier raza.